# El Hachemi El Filali
 (juin 2018).
Si vous disposez d'ouvrages ou d'articles de référence ou si vous connaissez des sites web de qualité traitant du thème abordé ici, merci de compléter l'article en donnant les références utiles à sa vérifiabilité et en les liant à la section « Notes et références ».
El Hachemi El Filali est né en  1912 à Fès et est décédé le 18 juillet 2008 à Casablanca. Il a été ministre des Habous et des Affaires Islamiques 
sous le Gouvernement Maâti Bouabid puis sous celui de Gouvernement Mohammed Karim Lamrani au Maroc.

## Biographie
Il est l'un des pionniers du Mouvement national qui ont encadré l'action estudiantine à l'université Al Quaraouiyine de lutte contre l'occupation et planifié les premières opérations militantes, à commencer par le combat contre le Dahir berbère, en passant par le cahier de revendication du peuple marocain jusqu'à la présentation du Manifeste de l'indépendance, le 11 janvier 1944.
Il était aussi l'un des piliers de l'expérience des écoles de l'enseignement libre au sein duquel il a exercé en tant qu'enseignant et directeur à Fès et Casablanca.
En 1961, il a été désigné membre du Conseil national Consultatif. Deux ans après, il a été élu en 1963 au premier Parlement marocain au niveau de la ville de Casablanca, avant d'être reconduit pour un deuxième mandat en 1977.
Il a occupé plusieurs hautes fonctions, notamment ministre des Habous et des Affaires islamiques en 1981, puis conseiller au Cabinet Royal.
Il est décédé le 18 juillet 2008 à Casablanca à l'âge de 96 ans et a été inhumé au cimetière Al-Ghofrane.

## Hommage
Le 11 janvier 2011, date anniversaire du nationalisme marocain, une plaque commémorative a été déposée à l'endroit de l'ancien boulevard Taddart à Casablanca qui a été renommé boulevard Hachemi El Filali.

## Décorations
- En 2005, il a été décoré du Ouissam Al Arch de l'ordre de Grand Officier par le Roi Mohammed VI, aux côtés d'autres symboles du Mouvement national signataires du Manifeste de l'Indépendance.